# Piotr Ianulov
Piotr Ianulov (ur. 27 lutego 1986 roku) – mołdawski zapaśnik walczący w stylu wolnym.
Zajął piąte miejsce na mistrzostwach świata w 2010. Wicemistrz Europy w 2019, a także igrzysk europejskich w 2015. Brązowy medalista Uniwersjady w 2013, jako zawodnik Academy of Economic Studies of Moldova w Kiszyniowie. Trzeci w indywidualnym Pucharze Świata w 2020. Akademicki mistrz świata w 2010, a drugi w 2014 roku.